# 西蒙娜·迪扬科娃
西蒙娜·迪亚诺娃·迪扬科娃（1994年12月7日—），保加利亚艺术体操运动员，2019年欧洲运动会集体全能、5人球操银牌得主和3人圈操+2人棒操铜牌得主、2020年夏季奥运会集体全能金牌得主。